# Hello Stranger
«Hello Stranger» es un sencillo exitoso de 1963 de Barbara Lewis, el cual pasó dos semanas en el número uno en la lista de singles de R&B en Billboard, pasando al No. 3 en las listas Pop.

## Versión original
«Hello Stranger» fue escrita por la propia Barbara Lewis, quien originalmente se inspiró para escribir una canción con ese título mientras trabajaba en Detroit con su padre músico: «Yo iba a las giras con mi papá, y la gente le gritaba: "Hola extraño , hola extraño, cuánto tiempo sin verte"». La canción es notable porque su título comprende las dos primeras palabras de la letra, pero nunca se repite en ningún momento en el resto de la canción.
Lewis grabó «Hello Stranger» en los Chess Studios de Chicago en enero de 1963. El productor de la canción, Ollie McLaughlin, contrató a los Dells para que hicieran los coros de fondo. El arreglo estuvo a cargo de Riley Hampton, que luego trabajó con Etta James, presentando un arreglo de órgano exclusivo, interpretado por el tecladista John Young. La grabación se completó después de trece tomas. Lewis recordaría que, al escuchar la reproducción de la pista terminada, uno de los vocalistas del coro Dell, Chuck Barksdale, «se puso a saltar por todos lados y decía: "¡Es un éxito, es un éxito!"... Realmente yo no lo sabía. Era todo nuevo para mí».
McLaughlin voló a la ciudad de Nueva York para lanzar «Hello Stranger» con Atlantic Records, que había tomado los dos sencillos anteriores de Lewis para su lanzamiento nacional. Atlantic eligió «Hello Stranger», pero luego tuvo dudas sobre la viabilidad de lanzar una canción tan inusual. Pero, la subida en las lista de la canción «Our Day Will Come» de Ruby & the Romantics a la cima de las listas de Pop y R&B en marzo de 1963, motivó a Atlantic a lanzar «Hello Stranger» ese mes. «Hello Stranger» entró al Billboard Hot 100 en abril de 1963, u la pista tardó otro mes más  en llegar al Top 40. Impulsado por su posición número 1 en St. Louis, Misuri, ingresó al Billboard Top Ten ese junio, lugar en el que permaneció por cinco semanas.